# 卡尔瓦哈莱斯德亚尔瓦
卡尔瓦哈莱斯德亚尔瓦，是西班牙卡斯蒂利亚-莱昂萨莫拉省的一个市镇。 总面积54平方公里，总人口695人（2001年），人口密度13人/平方公里。